# Aristolochia melanoglossa
Aristolochia melanoglossa är en piprankeväxtart som beskrevs av Carlos Luis Spegazzini. Aristolochia melanoglossa ingår i släktet piprankor, och familjen piprankeväxter. Inga underarter finns listade i Catalogue of Life.